# Holden (musikgrupp)
Holden var ett alternativt indierockband från Sverige. Bandet frontades av sångerskan Jenny Silver, tidigare Jenny Öhlund och känd från dansbandet Candela.
Holden debuterade 2003 med det självbetitlade albumet Holden, utgivet på skivbolaget Dead Frog Records. Från albumet släpptes singlarna "Honeymoon" (2003) och "Every Exit" (2004). Den sistnämnde medtogs tillsammans med "God Is Good" på soundtracket till filmen Strandvaskaren (2004). Ytterligare en låt från albumet, "Pleased to Meet You", fanns med i filmen Hip hip hora!. I mars 2004 deltog Holden som en av flera svenska grupper i Export Music Swedens USA-turné. År 2005 utkom singeln "Eyes Wide Open".

## Medlemmar
- Jenny Silver (sång)
- Joe Hewitt (gitarr)
- Anders Ehlin (keyboard)
- Martin Eneroth (bas)
- Johann Enochsson (trummor)

## Diskografi
Album
- 2003 – Holden

Singlar
- 2003 – "Honeymoon"
- 2004 – "Every Exit"
- 2005 – "Eyes Wide Open"